# Lubięcin
Lubięcin (niem. Liebenzig) – wieś w Polsce położona w województwie lubuskim, w powiecie nowosolskim, w gminie Nowa Sól, 19 km na północny wschód od Nowej Soli.
W latach 1954–1972 wieś należała i była siedzibą władz gromady Lubięcin. W latach 1973–1976 miejscowość była siedzibą gminy Lubięcin. W latach 1975–1998 miejscowość administracyjnie należała do województwa zielonogórskiego.
| SIMC    | Nazwa       | Rodzaj     |
| ------- | ----------- | ---------- |
| 0912190 | Drogoniów   | przysiółek |
| 0912244 | Radosławice | przysiółek |
| 0912250 | Stawy       | przysiółek |

## Historia
Wieś powstała prawdopodobnie przed 1201 rokiem.
We wsi był przystanek kolejowy Lubięcin.

## Zabytki
Do wojewódzkiego rejestru zabytków wpisane są:
- Kościół Najświętszego Serca Pana Jezusa w Lubięcinie pierwotnie ewangelicki, obecnie rzymskokatolicki parafialny pod wezwaniem Serca Jezusowego, szachulcowy, salowy, zbudowany w 1747 roku, przebudowany w 1862 roku. Dawny zbór ewangelicki. Wystrój wnętrza barokowy
- plebania, drewniana, zbudowana w pierwszej połowie XIX wieku
- kościół cmentarny, dawny parafialny pod wezwaniem św. Katarzyny, drewniany, powstał w początkach XVIII w. na bazie starszego, wymienionego w źródłach w 1372 roku, przebudowany w 1820 roku
- szkoła, z pierwszej połowy XIX wieku
- domy nr 85, nr 102
- wiatrak koźlak, drewniany, z 1817 roku
- wiatrak koźlak, drewniany, z 1705 roku, przebudowany w 1879 roku
- wiatrak koźlak, drewniany, z XIX wieku

inne zabytki:
- dzwonnica z XIX wieku, dzwon z 1793 roku.